# Turia (rzeka na Ukrainie)
Turia (ukr. Турія Turija, biał. Тур'я Turja, ros. Турья Turja) – rzeka na zachodniej Ukrainie, prawy dopływ Prypeci.
Źródła rzeki znajdują się na Wyżynie Wołyńskiej, jej długość wynosi 184 km, powierzchnia dorzecza 2900 km².